# 南富爾頓 (喬治亞州)
南富爾頓（英語：South Fulton）是一個位於美國喬治亞州富爾頓縣的城市。

## 地理
南富爾頓的座標為33°35′33″N 84°40′23″W / 33.59250°N 84.67306°W，而該地的平均海拔高度為346米（即1135英尺）。

## 人口
根據2010年美國人口普查的數據，南富爾頓的面積為221.80平方千米，當中陸地面積為221.80平方千米，而水域面積為0.00平方千米。當地共有人口95158人，而人口密度為每平方千米429.03人。